# Femme au tabouret
Femme au tabouret – ou La Femme assise – est un tableau réalisé par le peintre français Henri Matisse en 1914. Cette huile sur toile est un portrait de Germaine Raynal assise les mains jointes sur un tabouret de bar, devant une table. Destinée au collectionneur russe Sergueï Chtchoukine, l'œuvre n'est jamais envoyée à Moscou à cause de l'éclatement de la Première Guerre mondiale. Elle est aujourd'hui conservée au Museum of Modern Art, à New York, aux États-Unis, à la suite d'un don de Florene May Schoenborn et Samuel Abraham Marx en 1964.
Femme au tabouret apparaît dans deux tableaux ultérieurs de l'artiste représentant son fils Pierre Matisse apprenant à jouer de la musique près d'une fenêtre : La Leçon de piano de 1916 et La Leçon de musique de 1917.

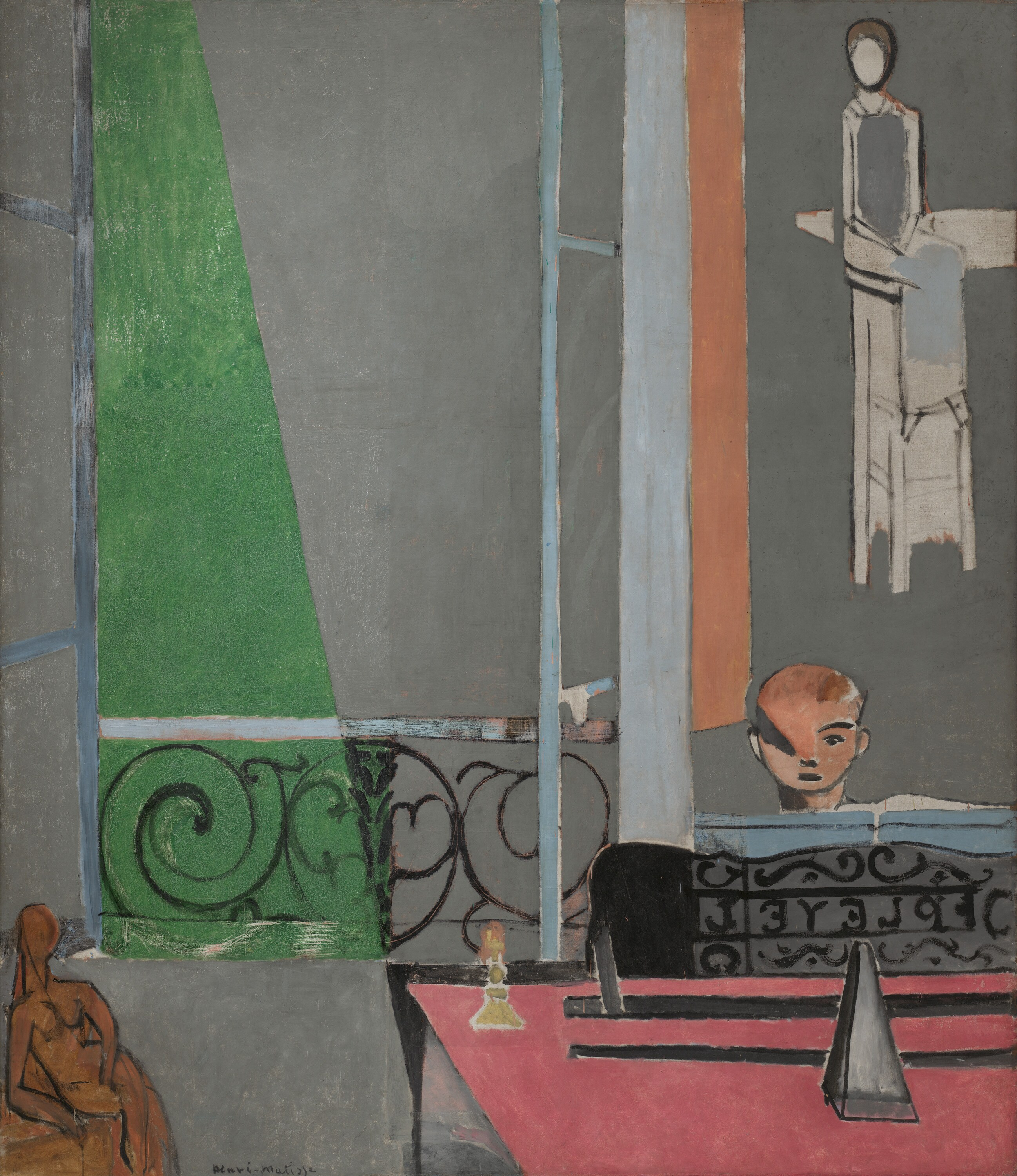
La Leçon de piano, 1916 – Museum of Modern Art, New York.
La Leçon de musique, 1917 – Fondation Barnes, Philadelphie.